# ОШ „Јован Јовановић Змај” Требиње
ОШ „Јован Јовановић Змај” једна је од основних школа у Требињу. Налази се у улици Октобарска 1. Име је добила по Јовану Јовановићу Змају, једном од највећих лиричара српског романтизма, лекару и првом потпредседнику Српске књижевне задруге.

## Историјат
На јесен 1862. и почетком 1863. године у Требињу је радила Српска основна нарoдна школа, са малим прекидима до 1918. године. Представљала је прву световну основну школу у којој је настава извођена на српском језику. Основна школа „Јован Јовановић Змај” је почела са радом 1884. године у згради црквене општине у улици Владимира Гаћиновића. Први учитељ је био Стево Делић, а уписано је осамдесет ученика нижих разреда. Након 1918. године Краљевина Југославија је преузела бивше зграде српских основних школа под кирију и у њима је основала државну основну школу. Године 1951—52. школа је прерасла у осмољетку са уписаних 688 ученика.
Године 1960. одлуком Народног одбора Среза требињског су формиране Прва и Друга основна школа које су радиле у неколико школских зграда. ОШ „Јован Јовановић Змај” је радила под називом Прва основна школа у две зграде, обе у центру града, око градске пијаце. Једна је изграђена 1894. године и налазила се у ђачком дому, у којој је пре Другог светског рата била женска домаћинска школа. Друга основна школа је радила у згради у којој је сада Музеј Херцеговине. У недостатку учионичког простора су користили, за одржавање наставе физичког васпитања, заједничку салу која је била смештена у данашњем парохијском дому. Почетком осамдесетих се одваја један део ученика у новоизграђене објекте у насељу Горица и Полице (Друга основна школа и Трећа основна школа), а Прва основна школа се пресељава из тадашње зграде у простор у Старом граду.
Године 1974. долази до интеграције и формирања Центра основних школа и предшколских установа. Школске 1983—84. године се пресељава у данашњу школску зграду у насељу Брегови и под истим називом ради до 17. маја 1995. године када мења назив у Основна школа „Јован Јовановић Змај”. На школској седници 28. фебруара 2012. године је одлучено да школа промени назив у ЈУ Основна школа „Јован Јовановић Змај” Требиње, као и да се нови назив користи од школске 2012—13.
Августа 2019. је школска секција „Мали хуманитарци” прерасла у Удружење „Деца деци”, организовано ради пружања социјалне, психолошке и здравствене подршке деци, која је потом и регистрована у октобру исте године. Данас броји осамнаест наставника и двадесет ученика, сталних чланова и волонтера. Школа садржи и продужени боравак намењен ученицима првог, другог и трећег разреда, организује у хетерогеним групама редовну исхрану, рекреацију пре и након наставе, као и слободно време.

## Подручне школе
Основна школа „Јован Јовановић Змај” је садржала тринаест подручних школа, од којих данас раде Љубомир, Ластва, Дражин До, Домашево и Клобук, а затворене су поручне школе Пијавице, Паројска Њива, Бодироге, Аранђелово, Ораховац, Гранчарево, Загора и Сливница.

### Љубомир
Подручна школа Љубомир је отворена 28. марта 1900. године, а школска зграда је подигнута 1899. У Првом светском рату је радила у континуитету, а у Другом престаје 31. маја 1941. године. Наставни процес се поново успоставио 25. марта 1945. године. Школске 1950—51. године почиње са радом као осмогодишња школа, а 2011—12. одлуком Министарства просвете и културе Републике Српске због малог броја ученика је престала са радом настава у старијим разредима. Ученици се превозе у централну школу школским аутобусом.

### Ластва
Изградња зграде подручне школе Ластва је почела 1893, а настава две године касније. Због рата је прекинута 1941. године, а поново се успоставља 1945. када ју је похађало 108 ученика. Из четвороразредне школа прераста у осмогодишњу и прве године броји 162 ученика. У Другом светском рату у школској згради је био смештен Први оперативни штаб за Херцеговину, када су подигнути спомен плоча и спомен чесма.

### Дражин До
Изградња зграде подручне школе Дражин До је почела 1931. године, а настава 1933—34. Похађало ју је седамдесет ученика, а први учитељ је био Новак Ђуровић из Даниловграда. Почетком Другог светског рата, априла 1941. године, је настава прекинута, а поновни почетак је забележен 1. септембра 1947. године. У рату је у школској згради, која је била оштећена, била смештена команда мањих италијанских јединица.

### Пијавице
Подручна школа Пијавице је затворена 1985, а поновно отварање је било 1947. године у приватној кући Јована Ћука. Школска зграда је почела да се гради следеће године, а настава је почела 1953. Школска зграда је адаптирана и уређена 2011. године и сада служи као ловачки дом.

### Домашево
Подручна школа Домашево је затворена 1985, а градња школске зграде је почела 1929. године. Први ученици (40—45) су уписани 1934. године, а први учитељ је био Микаило Ђуровић са Цетиња. Као ни остале школе са овог подручја, није радила 1941—1945. У рату је делимично рушена, а 1961. године је подигнута спомен плоча.

### Паројска Њива
Подручна школа Паројска Њива је почела са радом 1931. године, а школска зграда је грађена 1928—1931. Прве године је школа бројала 64 ученика. У току Другог светског рата није одржавана наставе, а у школској згради је било седиште партизанске чете. Након рата је настава одржавана све до 1987. када је подручна школа затворена због малог броја ученика.

### Бодироге
Подручна школа Бодироге је отворена 1950. године у приватној згради Луке Бодироге, када је бројала 31 ученика, а престаје са радом 1978.

### Аранђелово
Изградња зграде подручне школе Аранђелово је почела 1933. године, а настава 1936, једне године се одвијала у приватној згради Митра Мрдића. Прве године је наставу похађало око 35 ученика. Настава се није одржавала од 1. априла 1941. до ослобођења 1945, када је служила као затвор. Због малог броја ученика је затворена 2003. године, тако да данас у школској згради живи пензионисана учитељица Цвета Гобовић, а учионички простор је доступан потребама мештана.

### Ораховац
Подручна школа Ораховац је почело са радом 1934. године у приватној кући Новака Бегенишића, када је уписано 65 ученика, а прва учитељица је била Драгица Вучинић из тадашњег Титограда. Изградња школске зграде је почела 1933. године, у току Другог светског рата није радила, служила је као седиште војних јединица. Подручна школа је затворена 1980. године због малог броја ученика.

### Гранчарево
Подручна школа Гранчарево је основана 1936, а престаје са радом 1941—1952. када је отворена у приватној згради Алије Шеховића. Потпуно престаје са радом 1982. године, када је последња учитељица била Ковиљка Којовић.

### Загора
Изградња зграде подручне школе Загора је почела 1922. године, а настава 1925—26. када је бројала 46 ученика. Прекинута је због ратних дешавања 1941, а поново је почела 1946. Подручна школа је затворена, а зграда данас служи за потребе мештана.

### Сливница
Изградња зграде подручне школе Сливница је завршена око 1932. године. Данас је затворена и представља задужбину америчког исељеника.

### Клобук
Настава у четвороразредном одељењу, у подручној школи Клобук, је успостављена 1938. године у кући Косте Стијачића. Први учитељ је био Давид Гаон из Сарајева, а школа је бројала око тридесет ученика.

## Догађаји
Догађаји основне школе „Јован Јовановић Змај”:
- Светосавска академија[7]
- Дан школе[8]
- Дан отворених врата[9]
- Дан просветних радника[10]
- Дан логопеда[11]
- Светски дан детета[12]
- Светски дан учитеља[13]
- Светски дан заштите животиња[14]
- Европски дан језика[15]
- Међународни дан матерњег језика[16]
- Међународни дан писмености[17]
- Међународни дан толеранције[18]
- Међународни дан дечијих права[18]
- Међународни дан дечије књижевности[19]
- Међународни дан жена[20]
- Међународни дан рециклаже[21]
- Међународни дан школских библиотекара[22]
- Међународни дан старијих особа[23]
- Дечија недеља[24]
- Манифестација „Месец борбе против болести зависности”[25]
- Пројекат „Читалићи”[26]
- Пројекат „Добре праксе у образовању”[27]